# Dante Rossi (politico)
Dante Rossi (Anghiari, 11 agosto 1919 – Anghiari, 30 agosto 2008) è stato un politico e sindacalista italiano.

## Biografia

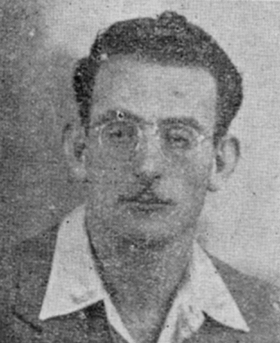
Dante Rossi in età giovanile

Nasce in una famiglia operaia di Anghiari, nell'aretino. A 21 anni, nel 1940, è militare di leva in Sicilia. Viene imprigionato dagli Alleati dopo lo sbarco in Sicilia nel luglio del 1943 e trasferito in prigionia nel Nordafrica. Con altri compagni di prigionia si schiera con gli Alleati dopo l'8 settembre 1943. È al seguito dell'esercito statunitense durante lo sbarco in Normandia come addetto alle munizioni. 
Rientra in Italia nel 1945 e si iscrive al Partito Socialista Italiano. Nel 1946 inizia anche l'attività sindacale, diventando segretario della Camera del Lavoro di Anghiari. Alterna l'attività sindacale con quella politica, schierandosi con la corrente di sinistra del PSI.
Nel 1964 è fra i promotori del PSIUP e diventa segretario della Federazione di Arezzo del partito. Nel 1972, al momento dello scioglimento del PSIUP, Dante Rossi che era stato eletto senatore in base all'accordo fra PCI e PSIUP nel collegio di Firenze II, non confluisce nel PCI e partecipa alla fondazione del Nuovo PSIUP. Successivamente milita nel Partito di Unità Proletaria, nel Partito di Unità Proletaria per il Comunismo e dal 1991 in Rifondazione Comunista.